# Gustaf Munch-Petersen
Gustaf Munch-Petersen (18 de febrer de 1912 - 2 d'abril de 1938) va ser un escriptor i pintor danès. Va escriure poemes en prosa surrealistes pioners que influïren en diversos escriptors. El seu poema la terra més baixa de la col·lecció de poemes del mateix nom està inclòs a Kulturkanonen .

## Biografia
Fill de Valfrid Palmgren, professora associada de suec a la Universitat de Copenhaguen, i Jon Julius Munch-Petersen, professor d'enginyeria a la Politècnica, Gustaf Munch-Petersen va créixer en una llar benestant i liberal. Començà els seus estudis superiors el 1930, començant diversos programes acadèmics que no van poder mantenir el seu interès.
Amb el suport dels seus pares, es va concentrar en l'art i la poesia, i va debutar amb el llibre L'home nu el 1932. També va fer diverses exposicions de quadres. El 1935 es va traslladar a Bornholm, on el 1936 es va casar amb la ceramista Lisbeth Hjorth (1908-1997). Va tindre dues filles, Mette (nascuda el 1936) i Ursula (nascuda el 1937).
El 1937 es va oferir voluntari al Front Popular a la Guerra Civil Espanyola, caient en batalla l'any següent.
A les seves cartes des d'Espanya, Gustaf Munch-Petersen presenta la lluita com a continuació de la seva obra artística.

El seu cosí, Arne Munch-Petersen, era un conegut comunista i membre del parlament, que va ser arrestat i assassinat durant les purgues de Stalin a Moscou el 1940.

## Importància
Les circumstàncies de la mort de Gustaf Munch-Petersen van augmentar l'interès pels seus poemes, i poc després de la seva mort es va publicar una antologia, Poemes selectes, que va tindre més vendes que els llibres publicats en vida. Després del final de la Segona Guerra Mundial, va ser considerat un heroi que va caure durant la lluita contra el feixisme internacional, un precursor dels resistents durant l'ocupació danesa.
La seva escriptura modernista ha tingut un impacte en poetes més nous com ara Michael Strunge .